# دنی هیلتون
دنی هیلتون (انگلیسی: Danny Hylton؛ زادهٔ ۲۵ فوریهٔ ۱۹۸۹) بازیکن فوتبال اهل بریتانیا است.

## باشگاهی
از باشگاه‌هایی که در آن بازی کرده‌است می‌توان به باشگاه فوتبال روترهام یونایتد، باشگاه فوتبال ای‌اف‌سی ویمبلدون، باشگاه فوتبال آلدرشات تاون، باشگاه فوتبال آکسفورد یونایتد، باشگاه فوتبال هارلو تاون، و باشگاه فوتبال بری اشاره کرد.